# Милове методе
Милове методе су пет метода индуктивног закључивања које се примењују за проналажење или доказивање постојања узрочно-последичних зависности. Описао их је филозоф Џон Стјуарт Мил 1843. у својој књизи Систем логике. То су метода слагања, метода разлике,  комбинована метода слагања и разлике, метода остатка и метода попратних промена.